# Nahid Bagheri-Goldschmied
Nahid Bagheri-Goldschmied (persisch ناهید باقری - گلداشمید; * 22. Juni 1957 in Teheran; † August 2024 ebenda) war eine in Wien lebende österreichisch-iranische Lyrikerin, Prosaistin und Übersetzerin.

## Leben
Nahid Bagheri stammte aus einer wohlhabenden Unternehmerfamilie in Teheran. Sie publizierte Mitte der 1970er-Jahre ihre ersten Gedichte, darunter in Zeitungen wie Keyhan, arbeitete bis 1980 als Journalistin (u. a. für Aftab-e Iran) und studierte persische und arabische Sprach- und Literaturwissenschaft. Nach der Ermordung ihres Verlobten verließ sie den Iran und ging nach Wien ins Exil. 1983 heiratete sie den österreichischen Physiker Gerhard Goldschmied. Sie veröffentlichte Romane und Gedichtbände, arbeitete als Sprachlehrerin und Übersetzerin.
Sie veröffentlichte u. a. in den Zeitschriften Zwischenwelt, Das Jüdische Echo. Sie war Vorsitzende des 2007 in Wien gegründeten Iranischen Kunst- und Kulturvereins im Exil Marzpeyma (Grenzgänger), Mitglied und Einzeldelegierte der IG Autorinnen Autoren, des Österreichischen P.E.N.-Clubs und des Österreichischen Schriftstellerverbandes.
2008 wirkte sie in Ülkü Akbabas Dokumentarfilm Grenzgängerinnen mit.

## Werke
- Kantate der Liebe. Gedichte (Farsi). Peyvand, Teheran 1980
- Mohnrote Zeichen. Gedichte (Farsi). Peyvand, Teheran 1982
- Treffen im Herbst. Gedichte (Farsi). Peyvand, Teheran 1984
- In der Fremde. Gedichte. Verlag Mlakar, St. Peter ob Judenburg 1994, ISBN 3-900289-33-6.
- Chawar. Roman (Farsi). Baran Verlag, Schweden 1998
- Die Fenster der Welt (Farsi). Arash Verlag - Stockholm 2003, ISBN 91-87529-15-7
- Chawar. Roman. Verlag der Theodor Kramer Gesellschaft, Wien 2009, ISBN 978-3-901602-21-4.
- Chawar. Roman (Farsi). Verlag der Theodor Kramer Gesellschaft, Wien 2013, ISBN 978-3-901602-53-5.
- Auf welcher Erdenseite stehst du? Ausgewählte Gedichte. Verlag der Theodor Kramer Gesellschaft, Wien 2018, ISBN 978-3-901602-82-5.

## Anthologien
- Spuren: Anthologie österreichischer Lyrik. Driesch Verlag, Drösing 2014, ISBN 978-3-902787-24-8. (Deutsch/Farsi)
- Die Liebe kennt alle Sprachen der Welt. Persische Lyrik der Gegenwart, Deutsche Übersetzungen von Nahid Bagheri-Goldschmied in Zusammenarbeit mit Konstantin Kaiser. Verlag der Theodor Kramer Gesellschaft, Wien 2016, ISBN 978-3-901602-70-2. (Farsi/Deutsch)

## Auszeichnungen
- 1975: Preis für die Jugend-Zeitung, Teheraner Festival, organisiert von Zentrum für intellektuelle Entwicklung der Kindern und Jugendlichen
- 2001: LyrikPreis „Schreiben zwischen den Kulturen“ der edition-exil, Wien
- 2009: Buchprämie des BM:UK für den Roman Chawar
- 2017: Theodor-Kramer-Preis für Schreiben im Widerstand und im Exil, gemeinsam mit Renate Welsh[4]